# Arquebisbat d'Hermosillo
L'arquebisbat d'Hermosillo  (castellà: Arquidiócesis de Hermosillo, llatí: Archidioecesis Hermosillensis) és una seu metropolitana de l'Església Catòlica a Mèxic que pertany a la regió eclesiàstica Nord-oest. Al 2015 tenia 706.624 batejats sobre una població de 753.052 habitants. Actualment està regida per l'arquebisbe Ruy Rendón Leal.

## Territori
L'arxidiòcesi comprèn 16 municipis de l'estat mexicà de Sonora.
La seu arxiepiscopal és la ciutat d'Hermosillo, on es troba la catedral de la Assumpció de Maria Verge.
El territori s'estén sobre 36.991 km², i està dividit en 49 parròquies, reagrupades en 8 deganats.

### Província eclesiàstica
La província eclesiàstica comprèn les següents circumscripcions eclesiàstiques:
- el bisbat de Ciudad Obregón
- el bisbat de Culiacán
- el bisbat de Nogales

## Història

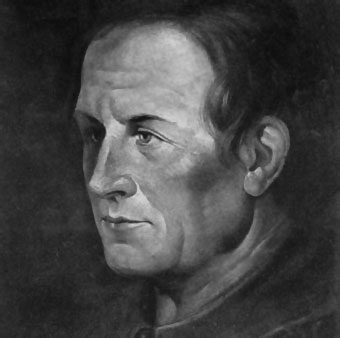
Eusebio Francesco Chini.

L'evangelització de la regió va ser completada pel pare Niza, qui acompanyà audaçment els exploradors i els conquistadors castellans. Els castellans ocuparen diverses localitats i evangelitzaren nombroses tribus de la regió a inicis del segle xvii. Els jesuïtes, als quals se'ls encarregà convertir els habitants de la regió al cristianisme, es fundà les famoses missions de Río Yaqui, Río Mayo i Pimeria. Es distingí el sacerdot italià Eusebio Francesco Chini, anomenat el "padre Kino". El 1767 els jesuïtes van ser expulsats i van haver d'abandonar les missions, que ocupaven un enorme territori.
La diòcesi de Sonora va erigir-se el 9 de maig de 1779 mitjançant la butlla Immensa divinae pietatis del papa Pius VI, amb territori pres de la diòcesi de Durango (avui arxidiòcesi). Originàriament era sufragània de l'arquebisbat de Mèxic, i la residència episcopal es trobava a Arizpe. Després dels conflictes amb els indis, la seu va ser traslladada primer a Álamos i posteriorment a Culiacán.
El 27 d'abril de 1840 cedí una porció del seu territori a benefici de l'erecció del bisbat de Califòrnia (avui arquebisbat de Monterrey).
El 23 de juny de 1863 passà a formar part de la província eclesiàstica de l'arquebisbat de Guadalajara.
El 24 de maig de 1883 cedí una nova porció del seu territori a benefici de l'erecció de la diòcesi de Sinaloa (avui bisbat de Culiacán) i contextualment la residència episcopal va ser traslladada a Hermosillo.
El 23 de juny de 1891, en virtut de la butlla Illud in primis del Papa Lleó XIII passà a formar part de la província eclesiàstica de l'arxidiòcesi de Durango.
El 20 de juny de 1959 cedí una nova porció del seu territori a benefici de l'erecció del bisbat de Ciudad Obregón.
L'1 de setembre del mateix any assumí el nom de diòcesi d'Hermosillo, per efecte del decret Quum Apostolicis de la Congregació Consistorial.
El 13 de juliol de 1963 va ser elevada al rang d'arxidiòcesi metropolitana mitjançant la butlla Mexicana natio del Papa Pau VI.
L'25 de març de 1966 i el 19 de març de 2015 cedí més porcions de terra per al benefici de la creació de, respectivament, dels bisbats de Mexicali i de Nogales.

## Cronologia episcopal
- Antonio María de los Reyes Almada, O.F.M. † (11 de desembre de 1780 - 6 de març de 1787 mort)
- José Joaquín Granados y Gálvez, O.F.M. † (10 de març de 1788 - 21 de febrer de 1794 nomenat bisbe de Durango)
- J. Damián Martínez de Galinsonga, O.F.M. † (21 de febrer de 1794 - 18 de desembre de 1795 nomenat bisbe de Tarassona)
- Francisco Rousset de Jesús y Rosas, O.F.M. † (24 de juliol de 1797 - 29 de desembre de 1814 mort)
- Bernardo del Espíritu Santo Martínez y Ocejo, O.C.D. † (14 d'abril de 1817 - 23 de juliol de 1825 mort)
- Ángel Mariano de Morales y Jasso † (2 de juliol de 1832 - 24 de febrer de 1836 renuncià)
- José Lázaro de la Garza y Ballesteros † (19 de març de 1837 - 20 de setembre de 1850 nomenat arquebisbe de Mèxic)
- Pedro José de Jesús Loza y Pardavé † (18 de març de 1852 - 22 de juny de 1868 nomenat arquebisbe de Guadalajara)
- Gil Alamán y García Castrillo † (28 de juny de 1868 - 8 de gener de 1869 renuncià)
- José de Jesús María Uriarte y Pérez † (25 de juny de 1869 - 15 de març de 1883 nomenat bisbe de Sinaloa)
- Jesús María Rico y Santoyo, O.F.M. † (15 de març de 1883 - 11 d'agost de 1884 mort)
- Herculano López de la Mora † (26 de maig de 1887 - 6 d'abril de 1902 mort)
- Ignacio Valdespino y Díaz † (9 de setembre de 1902 - 9 de gener de 1913 nomenat bisbe d'Aguascalientes)
- Juan María Navarrete y Guerrero † (24 de gener de 1919 - 13 d'agost de 1968 jubilat)
- Carlos Quintero Arce † (18 d'agost de 1968 - 20 d'agost de 1996 jubilat)
- José Ulises Macías Salcedo (20 d'agost de 1996 - 26 d'abril de 2016 jubilat)
- Ruy Rendón Leal, des del 26 d'abril de 2016

## Estadístiques
Després de la institució de NOgales, l'arxidiòcesi tenia 706.624 batejats sobre una població de 753.052 persones, equivalent al 93,8% del total.
| any  | població  | població  | població | sacerdots | sacerdots       | sacerdots       | sacerdots             | diaques | religiosos | religiosos | parròquies |
| ---- | --------- | --------- | -------- | --------- | --------------- | --------------- | --------------------- | ------- | ---------- | ---------- | ---------- |
| any  | batejats  | total     | %        | total     | clergat secular | clergat regular | batejats por sacerdot | diaques | homes      | dones      |            |
| 1948 | 324.000   | 360.000   | 90,0     | 31        | 31              |                 | 10.451                |         |            | 85         | 29         |
| 1966 | 348.000   | 353.000   | 98,6     | 56        | 56              |                 | 6.214                 |         | 12         | 103        | 21         |
| 1968 | 374.220   | 378.000   | 99,0     | 59        | 59              |                 | 6.342                 |         | 11         | 110        | 21         |
| 1976 | 498.110   | 508.360   | 98,0     | 72        | 72              |                 | 6.918                 |         | 7          | 161        | 34         |
| 1980 | 572.000   | 590.000   | 96,9     | 81        | 80              | 1               | 7.061                 |         | 8          | 130        | 37         |
| 1990 | 882.000   | 922.000   | 95,7     | 77        | 75              | 2               | 11.454                | 1       | 8          | 150        | 58         |
| 1999 | 1.932.000 | 1.992.229 | 97,0     | 118       | 115             | 3               | 16.372                | 1       | 9          | 135        | 58         |
| 2000 | 1.932.000 | 1.992.400 | 97,0     | 122       | 112             | 10              | 15.836                | 1       | 16         | 143        | 58         |
| 2001 | 1.020.000 | 1.052.240 | 96,9     | 133       | 122             | 11              | 7.669                 | 1       | 15         | 95         | 59         |
| 2002 | 955.567   | 1.052.240 | 90,8     | 113       | 99              | 14              | 8.456                 | 1       | 18         | 150        | 57         |
| 2003 | 955.567   | 1.052.240 | 90,8     | 128       | 115             | 13              | 7.465                 | 1       | 18         | 142        | 57         |
| 2004 | 970.318   | 1.067.051 | 90,9     | 112       | 104             | 8               | 8.663                 | 1       | 13         | 142        | 55         |
| 2006 | 1.003.489 | 1.100.322 | 91,2     | 121       | 113             | 8               | 8.293                 | 1       | 13         | 135        | 58         |
| 2013 | 1.088.022 | 1.236.232 | 88,0     | 136       | 133             | 3               | 8.000                 | 1       | 7          | 117        | 75         |
| 2015 | 706.624   | 753.052   | 93,8     | 113       | ?               | ?               | 6.253                 |         | ?          | 64         | 49         |